# Geissanthus pichinchae
Geissanthus pichinchae är en viveväxtart som beskrevs av Carl Christian Mez. Geissanthus pichinchae ingår i släktet Geissanthus och familjen viveväxter. Inga underarter finns listade i Catalogue of Life.